# برنتوود (آرکانزاس)
برنتوود (به انگلیسی: Brentwood) یک منطقهٔ مسکونی در ایالات متحده آمریکا است که در شهرستان واشینگتن، آرکانزاس واقع شده‌است. برنتوود ۴۵۲ متر بالاتر از سطح دریا واقع شده‌است.